# Аустра
А́устра, Аустрине (с латыш. — «утренняя заря»), Аушра (с лит. — «заря»), Аушрине (с лит. — «утренняя заря») — в балтийской мифологии воплощение утренней зари (или звезды), персонаж древнего мифа о «небесной свадьбе».
Месяц изменяет солнцу Сауле с Аустрой, за что Перкунас разрубает его мечом. Солнце приказывает Аустре всегда держаться около неё. По одному из вариантов Аустра — жена Перкунаса, за измену она ниспровергается на землю, где превращается в хтоническую богиню Маря, Жямина, Лаума. Ещё в одном варианте литовских легенд после измены Месяц (Менесс) женится на носительнице лунного купола и, пересчитывая звёзды, увидел, что все из них на месте, кроме неизвестно куда девшейся Аушрине.
Иногда утренняя звезда связана с вечерней звездой Вакарине. Как дочь солнца, Аушрине по утрам разводила для матери огонь, который вечером тушила Вакарине.